# SML (álbum de Gabriela Rocha)
SML, estilizado como #SML, é o terceiro álbum de estúdio da cantora brasileira Gabriela Rocha. A obra contém dez músicas regravadas do álbum Pra Onde Iremos? (2014), também divulgadas como videoclipes por meio do projeto Sony Music Live, que traz performances de artistas da gravadora, seja em regravações ou gravações inéditas.

## Faixas
1. "Eu Sou Teu (Rooftops)"
2. "Nossa Canção"
3. "Pra Onde Iremos?"
4. "Teu Santo Nome"
5. "Desperta (Wake)"
6. "Creio em Ti (Still Believe)"
7. "Meu Lugar"
8. "Gratidão"
9. "A Voz"
10. "Vou Te Adorar"